# Heteropsomyinae
A Heteropsomyinae az emlősök (Mammalia) osztályának a rágcsálók (Rodentia) rendjébe, ezen belül a tüskéspatkányfélék (Echimyidae) családjába tartozó kihalt alcsalád.

## Rendszerezés
Az alcsaládba az alábbi 4 kihalt nem és 7 recens faj tartozott:
- Boromys Miller, 1916 - 2 faj
- Brotomys Miller, 1916 - 2 faj
- Heteropsomys Anthony, 1916 - 2 faj
- Puertoricomys Woods, 1989 - 1 faj
  - Puertoricomys corozalus (Williams & Koopman, 1951) – kihalt, egykor Puerto Rico szigetén élt